# Angel Karamoy
Angelina Karamoy (n. Manado; 16 de enero de 1987), conocida artísticamente como Angel Karamoy. Es una actriz y cantante indonesia. Es considerada una de las mejores actrices de su país, por la gran popularidad de ha tenido. Angel además es alumna del SMU Yadika 5.

## Sinetron
- Bidadari 3 (Multivision Plus)
- Saras 008 (Indosiar)
- Pelangi di Matamu 2 (Diwangkara)
- Hati Di Pucuk Pelangi (Indika Entertainment)
- Ada Apa Dengan Pelangi
- ABC&D (RCTI)
- Daun Daun Kering (StarVision)
- Biar Cinta Bicara (Multivision Plus)
- Anak Pungut (Multivision Plus)
- Kala Cinta Menggoda (Multivision Plus)
- Kurindu Jiwaku (Multivision Plus)
- Dunia Belum Kiamat (Multivision Plus)
- Seleb I'm In Love (multivision plus)
- Maha Cinta (SinemArt)
- Mukjizat Itu Nyata (SinemArt)
- Hidayah eps Bawang Putih Tiri (MD Entertainment)
- "Terdampar(2010)

## Álbumes
- Dignity
- Mujizat Itu Nyata

## Anuncios
- Walls Dimpi (1996)
- Hot Hot Pop (1999)
- Dua Tang 2000)
- Hansaplast (2001)
- KFC (2001)
- Fres & Natural (2002)
- Sido Muncul (2003)
- Kacang Kulit Rasa Garuda (2003)
- Ciptadent (2003)
- Woods (2004)
- Kis Mint (2004)
- Pewangi So Klin (2004)
- Homyped (2004)
- Ovale (2005)
- Clear (2005)
- Okky Koko Drink (2007)
- Gery Saluut (2007)
- Gery Chocoroll (2007)
- Swallow Globe (2008)